# 小行星1364
小行星1364（1364 Safara）是一颗围绕太阳公转的小行星。1935年11月18日，路易·博耶在阿尔及尔发现了此天体。
該小行星以安德烈·薩法爾（André Safar）命名。
这颗小行星的绝对星等为218.50124等。